# Geraldine Page
Geraldine Sue Page (Kirksville, 22 novembre 1924 – New York, 13 giugno 1987) è stata un'attrice statunitense.
Considerata tra le migliori attrici cinematografiche e teatrali statunitensi, è, insieme a Cate Blanchett, Glenn Close e Judi Dench, la quarta attrice più candidata nella storia dei Premi Oscar avendo ricevuto ben otto candidature, di cui una trasformatasi in vittoria nel 1986 per il film In viaggio verso Bountiful. Vinse anche due Golden Globe, un Premio Bafta, due Premi Emmy e, in campo teatrale, ottenne quattro candidature al Tony Award.

## Biografia
Nata in una cittadina del Missouri, figlia di Leon Elwin Page, medico osteopata, e Pearl Maize Page, casalinga, aveva un fratello maggiore di nome Donald. Nel 1929 la famiglia si trasferì a Chicago, ove Geraldine intraprese studi artistici, dedicandosi anche alla pittura e alla musica; successivamente si avvicinò al teatro, unendosi alla compagnia drammatica della chiesa locale e iniziando ad appassionarsi alla carriera di alcune note attrici, come Lucille La Verne, Maude Adams ed Eva Le Gallienne. Dopo essersi diplomata all'Art Institute of Chicago nel 1942, entrò alla Goodman Theatre School, ove si esibì in vari spettacoli e si occupò anche di un gruppo teatrale dedicato ai bambini.
Negli anni successivi prese parte a diversi spettacoli teatrali universitari allestiti tra New York e Chicago. Nel 1948 debuttò a New York con una produzione Off-Broadway di Seven Mirrors e lavorò anche in drammi radiofonici. Nel 1952 fu la protagonista, con il ruolo di Alma Winemiller, di una più ambiziosa produzione, basata sull'opera Summer and Smoke di Tennessee Williams e con la regia di José Quintero, che ottenne un successo di pubblico e di critica tale da farle vincere il New York Drama Critics' Circle, prima attrice di una produzione non di Broadway a ricevere tale premio.
Pur continuando a recitare in programmi radiofonici e riduzioni teatrali destinate alla televisione, nel gennaio del 1953 debuttò nel circuito ufficiale di Broadway con la commedia di Viña Delmar Mid-Summer, interpretando il personaggio di una donna non istruita sposata con un insegnante, che ottenne molte lodi da parte della critica. Dopo una breve apparizione non accreditata nel film Taxi (1953) di Gregory Ratoff, ove interpretava una vivace ragazza in cerca d'amore, le venne assegnato il ruolo di una giovane vedova volitiva, al fianco di John Wayne, nel western Hondo (1954) di John Farrow; malgrado la candidatura all'Oscar come migliore attrice protagonista per questo film, non ricevette altre buone offerte da parte di Hollywood e fece ritorno a New York. 
In compenso, nell'arco degli anni cinquanta la sua carriera teatrale ebbe uno sviluppo sorprendente e con il consenso crescente della critica, grazie anche al perfezionamento con i corsi di recitazione prima all'Herbert Berghof School of Acting, ove ebbe come insegnante Uta Hagen, e in seguito presso l'Actors Studio, allora diretto da Lee Strasberg, e alle intense interpretazioni di donne non particolarmente attraenti, secondo gli standard canonici dell'epoca, e tuttavia dotate di fascino e di un carattere tormentato e fragile, ma anche deciso e vitale. Nella sua carriera teatrale e televisiva predilesse testi di autori come William Faulkner, Eugene O'Neill, Jean Giraudoux, Clifford Odets e William Somerset Maugham; nel 1954 affiancò James Dean in L'immoralista, basato sul romanzo omonimo (1902) di André Gide; nel 1960 vinse il premio Sarah Siddons per la sua interpretazione in Chicago. 
Nel marzo del 1959, sotto la direzione di Elia Kazan, ottenne uno dei suoi maggiori e più identificativi successi teatrali con l'audace ruolo, per l'epoca, di Alexandra Del Lago, capricciosa star del cinema sul viale del tramonto dedita ad alcool, droghe e gigolò in Sweet Bird of Youth di Tennessee Williams, ove affiancò Paul Newman, Sidney Blackmer, Rip Torn, Diana Hyland, Madeleine Sherwood e Bruce Dern, e che le valse una candidatura al Tony Award e il rinnovato interesse di Hollywood. All'inizio del decennio successivo tornò a recitare sul grande schermo con le trasposizioni di due suoi successi teatrali, entrambe coronate da una candidatura al premio Oscar alla miglior attrice: Estate e fumo (1961) di Peter Glenville, accanto a Laurence Harvey, Pamela Tiffin e Rita Moreno, e La dolce ala della giovinezza (1962) di Richard Brooks, ancora in coppia con Paul Newman e insieme ad alcuni attori della versione teatrale di tre anni prima, imponendo senza modifiche e censure il proprio personaggio. Da allora, senza adeguarsi alle rigide regole dello star system hollywoodiano, alternò le apparizioni al cinema con quelle in teatro, tanto da guadagnarsi - secondo la maggior parte dei critici - la fama di una delle più grandi attrici statunitensi di tutti i tempi.
Pur continuando a lavorare assiduamente in teatro, ancora nel circuito Off-Broadway e in compagnie di provincia, negli anni sessanta apparve in pellicole di vario genere e anche in produzioni indipendenti, tra cui La porta dei sogni (1963) di George Roy Hill, tratto da un lavoro teatrale di Lillian Hellman, Tre donne per uno scapolo (1964) di Delbert Mann, Buttati Bernardo! (1966), seconda regia di Francis Ford Coppola, A Christmas Memory (1966) di Eleanor Perry, tratto dal racconto di Truman Capote, La chica del lunes (1967) di Leopoldo Torre Nilsson, Il più felice dei miliardari (1967) di Norman Tokar e La terza fossa (1969) di Lee H. Katzin. Nel 1966 Paul Bogart la diresse nella parte di Olga in The Three Sisters di Anton Čechov, versione cinematografica della produzione teatrale di due anni prima, ove era stata diretta dal suo maestro di recitazione Lee Strasberg; in tale occasione recitò accanto a Shelley Winters, Kim Stanley, Sandy Dennis, Robert Loggia e Kevin McCarthy. 
Negli anni successivi si distinse in altre rimarchevoli interpretazioni, anche se non sempre in ruoli da protagonista, nei film La notte brava del soldato Jonathan (1971) di Don Siegel, ove affiancò Clint Eastwood, Un marito per Tillie (1972) di Martin Ritt, nel quale interpretò la nevrotica amica di Carol Burnett, Il giorno della locusta (1975) di John Schlesinger, Cattive abitudini (1977) di Michael Lindsay-Hogg e Interiors (1978) di Woody Allen, ove rese con grande finezza il complesso e sofferto personaggio di una madre suicida. Nel film di produzione disneyana Le avventure di Bianca e Bernie (1977) di Wolfgang Reitherman prestò la propria voce all'eccentrico personaggio di Madame Medusa, ironicamente ispirato alla celebre Alexandra Del Lago da lei interpretata in teatro e al cinema anni prima. 
Dai primi anni ottanta si dedicò soprattutto all'insegnamento della recitazione presso una scuola da lei stessa fondata e la Pelican Theater School di New York, ma continuò ad apparire in vari film, tra i quali Harry's War (1981) di Kieth Merrill, I'm Dancing as Fast as I Can (1982) di Jack Hofsiss, Il Papa del Greenwich Village (1984) di Stuart Rosenberg, La sposa promessa (1985) di Franc Roddam e Il sole a mezzanotte (1985) di Taylor Hackford, con Michail Baryšnikov. Tra le produzioni televisive a cui partecipò in quel periodo si segnalano le serie Le sorelle Snoop (1973), ove recitò accanto a Helen Hayes e Mildred Natwick, e Il grigio e il blu (1982) di Andrew V. McLaglen, oltre ai film drammatici The Dollmaker (1984) di Daniel Petrie e Il coraggio di non dimenticare (1986) di Michael Lindsay-Hogg, con protagoniste rispettivamente Jane Fonda e Farrah Fawcett.
Venne fatto anche il suo nome per ruoli importanti, poi assegnati ad altre attrici, nei film Il mago della pioggia (1956) di Joseph Anthony, Tavole separate (1958) di Delbert Mann, Anna dei miracoli (1962) di Arthur Penn, Chi ha paura di Virginia Woolf? (1966) di Mike Nichols, Qualcuno volò sul nido del cuculo (1975) di Miloš Forman e Agnese di Dio (1985) di Norman Jewison, alcuni dei quali erano versioni cinematografiche di personaggi da lei stessa interpretati in teatro. Nel 1986, dopo tante candidature, vinse il premio Oscar alla miglior attrice con il film In viaggio verso Bountiful (1985) di Peter Masterson, tratto dalla omonima pièce teatrale di Horton Foote ambientata nel 1947 e resa celebre in teatro nel 1953 dall'interpretazione di Helen Hayes, nel ruolo di una tenera sessantenne costretta ad un'angusta vita in città e che desidera ardentemente tornare nei dismessi luoghi della propria giovinezza; durante la cerimonia di premiazione l'attore F. Murray Abraham, aprendo la busta e leggendo il nome della vincitrice, annunciò: "Ah! Considero questa donna la più grande attrice in lingua inglese". Nello stesso anno recitò con Matt Dillon, Oprah Winfrey e Carroll Baker in Paura di Jerrold Freedman. Il suo ultimo film, di cui era la protagonista, è Riders to the Sea (1987) di Ronan O'Leary.
Dopo un breve matrimonio (1954-1956) con il violinista e direttore d'orchestra di origine lituana Alexander Schneider, terminato con il divorzio, nel 1963 sposò il collega Rip Torn, suo partner nella versione teatrale e in quella cinematografica di La dolce ala della giovinezza, e con il quale tornò a recitare nei film Buttati Bernardo! (1966) e Cattive abitudini (1977); nel 1973 Torn diresse la moglie in teatro a Broadway in Look Away di Jerome Kilty. Dalla loro unione sono nati Angelica (1964), divenuta anch'essa attrice, e i gemelli Anthony S. e Jonathan Leon (1965), entrambi apparsi in un cameo insieme alla madre in una breve scena del film In viaggio verso Bountiful, accreditati come Tony e Jon Torn.
È morta a 62 anni, per le conseguenze di un infarto, il 13 giugno 1987, mentre era impegnata nelle recite teatrali di Spirito allegro di Noël Coward. Subito dopo i funerali privati, in un teatro di Broadway si svolse una cerimonia commemorativa alla presenza di numerose celebrità, tra cui Meryl Streep, Jessica Tandy e Paul Newman, e con l'omaggio anche di un mazzo di fiori inviato direttamente dalla Presidenza degli USA. Per volontà della famiglia le sue spoglie furono cremate. 
Nel corso della sua intensa carriera di attrice teatrale e cinematografica, oltre che di insegnante di recitazione, ricevette numerosi premi, raggiungendo traguardi paragonabili a poche altre attrici, anche di generazioni successive: vinse il premio Oscar alla miglior attrice nel 1986 per In viaggio verso Bountiful di Peter Masterson, ricevendo altre sette candidature; ottenne inoltre otto candidature ai Golden Globe, vincendone un paio, due candidature al Premio BAFTA, vincendone uno, due candidature al Kansas City Film Critics Circle, vincendone una, oltre a tre candidature al Tony Award.

## Filmografia parziale

### Cinema
- Taxi, regia di Gregory Ratoff (1953) - non accreditata
- Hondo, regia di John Farrow (1954)
- Estate e fumo (Summer and Smoke), regia di Peter Glenville (1961)
- La dolce ala della giovinezza (Sweet Bird of Youth), regia di Richard Brooks (1962)
- La porta dei sogni (Toys in the Attic), regia di George Roy Hill (1963)
- Tre donne per uno scapolo (Dear Heart), regia di Delbert Mann (1964)
- Buttati Bernardo! (You're a Big Boy Now), regia di Francis Ford Coppola (1966)
- The Three Sisters, regia di Paul Bogart (1966)
- La chica del lunes, regia di Leopoldo Torre Nilsson (1967)
- Il più felice dei miliardari (The Happiest Millionaire), regia di Norman Tokar (1967)
- La terza fossa (What Ever Happened to Aunt Alice?), regia di Lee H. Katzin (1969)
- La notte brava del soldato Jonathan (The Beguiled), regia di Don Siegel (1971)
- J.W. Coop, regia di Cliff Robertson (1971)
- Un marito per Tillie (Pete 'n' Tillie), regia di Martin Ritt (1972)
- Happy as the Grass Was Green, regia di Charles Davis (1973)
- Il giorno della locusta (The Day of the Locust), regia di John Schlesinger (1975)
- Cattive abitudini (Nasty Habits), regia di Michael Lindsay-Hogg (1977)
- Le avventure di Bianca e Bernie (The Rescuers), regia di Wolfgang Reitherman (1977) - (voce)
- Interiors, regia di Woody Allen (1978)
- Harry's War, regia di Kieth Merrill (1981)
- Crazy Runners - Quei pazzi pazzi sulle autostrade (Honky Tonk Freeway), regia di John Schlesinger (1981)
- I'm Dancing as Fast as I Can, regia di Jack Hofsiss (1982)
- Il Papa del Greenwich Village (The Pope of Greenwich Village), regia di Stuart Rosenberg (1984)
- La sposa promessa (The Bride), regia di Franc Roddam (1985)
- Walls of Glass, regia di Scott D. Goldstein (1985)
- Il sole a mezzanotte (White Nights), regia di Taylor Hackford (1985)
- In viaggio verso Bountiful (The Trip to Bountiful), regia di Peter Masterson (1985)
- My Little Girl, regia di Connie Kaiserman (1986)
- Paura (Native Son), regia di Jerrold Freedman (1986)
- Riders to the Sea, regia di Ronan O'Leary (1987)

### Televisione
- General Electric Theater – serie TV, episodio 6x26 (1958)
- Barefoot in Athens, regia di George Schaefer (1966) – film TV
- ABC Stage 67 – serie TV, episodio 1x14 (1966)
- Il grigio e il blu (The Blue and the Gray) di Andrew V. McLaglen – serie TV (1982)
- The Dollmaker, regia di Daniel Petrie (1984) – film TV
- Il coraggio di non dimenticare (Nazi Hunter: The Beate Klarsfeld Story), regia di Michael Lindsay-Hogg (1986) – film TV

## Teatro
- Estate e fumo, di Tennessee Williams, regia di José Quintero. Circle in the Square Theatre di New York (1952)
- Mid-Summer, di Viña Delmar, regia di Paul Crabtree. Vanderbilt Theatre di Broadway (1953)
- The Immoralist, di Ruth e Augustus Goetz, regia di Daniel Mann. Royale Theater di Broadway (1954)
- The Rainmaker, di N. Richard Nash, regia di Joseph Anthony. Cort Theatre di Broadway (1954)
- The Innkeepers, di Theodore Apstein, regia di José Quintero. John Golden Theatre di Broadway (1956)
- Separate Tables, di Terence Rattigan, regia di Peter Glenville. Music Box Theatre di Broadway (1956)
- Estate e fumo, di Tennessee Williams, regia di Mary John. Fred Miller Theatre di Milwaukee (1956)
- La dolce ala della giovinezza, di Tennessee Williams, regia di Elia Kazan. Martin Beck Theatre di Broadway (1959)
- Strano interludio, di Eugene O'Neill, regia di José Quintero. Hudson Theatre e Martin Beck Theatre di Broadway (1963)
- Tre sorelle, di Anton Čechov, regia di Lee Strasberg. Morosco Theatre di Broadway (1964)
- P.S. I Love You, di Lawrence Roman, regia di Henry Kaplan. Henry Miller's Theatre di Broadway (1964)
- The Great Indoors, di Irene Kamp, regia di George Scheafer. Eugene O'Neill Theatre di Broadway (1966)
- Black Comedy/White Lies, di Peter Shaffer, regia di John Dexter. Ethel Barrymore Theatre di Broadway (1967)
- Angela, di Sumner Arthur Long, regia di Jack Ragotzy. Musix Box Theatre di Broadway (1969)
- Look Away, di Jerome Kilty, regia di Rip Torn. Playhouse Theatre di Broadway (1973)
- Absurd Person Singular, di Alan Ayckbourn, regia di Eric Thompson. Music Box Theatre di Broadway (1974)
- Le piccole volpi, di Lillian Hellman. Paper Mill Playhouse di Millburn (1978)
- Clothes for a Summer Hotel, di Tennessee Williams, regia di José Quintero. Cort Theatre di Broadway (1980)
- Mixed Couples, di James Prideaux, regia di George Scheafer. Brooks Atkinson Theatre di Broadway (1980)
- Agnese di Dio, di John Pielmeier, regia di Michael Lindsay-Hogg. Music Box Theatre di Broadway (1982)
- Spettri, di Henrik Ibsen, regia di Austin Pendleton. The Theater in St. Peter's Church di New York (1984)
- La pazza di Chaillot, di Jean Giraudoux. The Theater in St. Peter's Church di New York (1984)
- Spirito allegro, di Noël Coward, regia di Brian Murray. Neil Simon Theatre di Broadway (1987)

## Riconoscimenti
- Premio Oscar
  - 1954 – Candidatura alla miglior attrice non protagonista per Hondo
  - 1962 – Candidatura alla miglior attrice protagonista per Estate e fumo
  - 1963 – Candidatura alla miglior attrice protagonista per La dolce ala della giovinezza
  - 1967 – Candidatura alla miglior attrice non protagonista per Buttati Bernardo!
  - 1973 – Candidatura alla miglior attrice non protagonista per Un marito per Tillie
  - 1979 – Candidatura alla miglior attrice protagonista per Interiors
  - 1985 – Candidatura alla miglior attrice non protagonista per Il Papa del Greenwich Village
  - 1986 – Miglior attrice protagonista per In viaggio verso Bountiful

- Golden Globe
  - 1962 – Migliore attrice in un film drammatico per Estate e fumo
  - 1963 – Migliore attrice in un film drammatico per La dolce ala della giovinezza
  - 1964 – Candidatura alla migliore attrice in un film drammatico per La porta dei sogni
  - 1965 – Candidatura alla migliore attrice in un film drammatico per Tre donne per uno scapolo
  - 1967 – Candidatura alla migliore attrice non protagonista per Buttati Bernardo!
  - 1973 – Candidatura alla migliore attrice non protagonista per Un marito per Tillie
  - 1979 – Candidatura alla migliore attrice in un film drammatico per Interiors
  - 1986 – Candidatura alla migliore attrice in un film drammatico per In viaggio verso Bountiful

- BAFTA
  - 1962 – Candidatura alla migliore attrice protagonista straniera per La dolce ala della giovinezza
  - 1978 – Migliore attrice non protagonista per Interiors

## Doppiatrici italiane
- Isa Bellini in La sposa promessa, In viaggio verso Bountiful, Paura
- Lydia Simoneschi in Estate e fumo, La notte brava del soldato Jonathan
- Rina Morelli in La porta dei sogni, Tre donne per uno scapolo
- Gabriella Genta in Buttati Bernardo!, Il Papa del Greenwich Village
- Franca Dominici in Hondo
- Andreina Pagnani in La dolce ala della giovinezza
- Benita Martini in Il più felice dei miliardari (dialoghi)
- Rosetta Calavetta in La terza fossa
- Gianna Piaz in Mura di vetro
- Dhia Cristiani in Un marito per Tillie
- Valeria Valeri in Interiors
- Alina Moradei in Crazy Runners - Quei pazzi pazzi sulle autostrade
- Anna Miserocchi in Il sole a mezzanotte

Da doppiatrice è stata sostituita da:
- Ada Maria Serra Zanetti in Le avventure di Bianca e Bernie

## Citazioni e omaggi
Nelle vesti di attrice candidata al premio Oscar e invitata insieme al marito alla cerimonia di premiazione a Hollywood nel 1963, è stata interpretata nel 2017 da Sarah Paulson nella serie TV Feud: Bette and Joan. La figlia Angelica Page le ha reso omaggio interpretandola nel monologo Turning Page, da lei scritto e presentato negli anni 2015-2017 in alcuni teatri di Los Angeles e New York.